# 葉世強
葉世強（1926年—2012年6月11日），廣東韶關人，藝術家、斲琴師，長年隱居臺灣鄉間。

## 生平

### 少年
葉世強為韶關教育家葉應科之子，自幼受父親的影響而喜好藝術，1948年入廣州市立藝術專科學校西畫科就讀。
1949年，葉世強在廣州寫信給父親說要休學，寫道「我要上天捉月、捉星、捉太陽，我要去看山和水，天和地」。葉世強回憶本來想與同學去敦煌，但因國共內戰而只好到臺灣。該年端午節前，葉世強自基隆登岸到臺灣。與他同行到臺灣的有同學楊之光、蔣健飛，後僅楊之光購買船票回去。葉世強先暫住駐防臺北松山機場的營長家中，一年後該營長移防新竹機場，葉世強就搬到新竹市北區南寮國小附近一年。葉世強作軍人的兄長也到臺灣，但兄弟兩人因個性問題少往來。
葉世強在黃榮燦支持下報考藝術學校，1950年考進台灣省立師範學院藝術系。原先他學習印象派的畫風，但認為該風格不合適他。1954年1月15日到20日，葉世強的西畫作品參加學校藝術系師生美展，獲得評價是出色。他大學四年級時，因與本省籍的學妹交往時受對方家長阻礙而分手，大受打擊下放棄學業。
二十八歲時，葉世強大學肄業，向南懷瑾學習坐禪。之後葉世強先幫天主教文物中心製作聖像為生，原先收入頗豐，便成立工藝品公司，但並未成功賠錢。在復興商工校長張慧生邀請下，葉世強至該校教授工藝造形。後在時任台灣大學美術社長的化工系學生薛信夫邀請下，葉世強當了該社團指導老師約三十年。

### 中年
紫藤廬執行長黃粱表示，葉世強隨南懷瑾修習禪坐的經歷，對葉世強藝術創作影響深遠。葉世強自認建立風格是他1969年畫作《蜥蜴》，為一隻以淡黑線條勾勒的蜥蜴再一大片白色中停駐仰頭望天空，表達輕盈又沈重。他油畫作品多為空白處，就是受到傳統水墨畫的影響。
葉世強也向孫毓芹學古琴。1972年，葉世強開始研製古琴。他在復興商工兼課所得不多，因此兼製古琴賣錢謀生。後來，葉世強認為如果時間全花在教學上不利創作，決定減少教課時間，搬到偏僻的地方創作、專心製作古琴。
五十四歲，葉世強搬到臺北縣新店鎮灣潭山村租屋隱居。據她的學生白崇珠所見，去拜訪葉世強需依靠船家擺渡，房內沒有冰箱、電視和電話、熱水器。他居住灣潭期間不管晴雨，均以腳踏車代步往返復興商工授課。除作琴外，葉世強也會在此雕刻佛像。他賣琴會依據客戶的氣質和格調，不合他的標準便拒絕賣出。在1980年代，賣琴售價從新台幣三萬塊錢到不賣、免費相贈。葉世強會替製作的琴取名，如「來青」、「我還」、「不轉不流音」。孫毓芹於1980年5月23日「太古遺音」古琴演奏會所用的三床琴，除兩床「龍門松風」與「鏗韶」為明代古琴，另一床就是葉世強手製的新琴。
葉世強在新店的家牆上寫下「不修仙，不佞佛，不學栖栖孔子」。鄰居黃粱說葉世強個性孤絕、不慕榮利、與人交往更拒以作態。學生白崇珠說葉世強對一般社會矚目的大人物毫不關心，心生嚮往的是未曾謀面的畫家李芳枝、聲樂家孫少茹等。1980年，《民生報》記者宋晶宜報導葉世強後，引起部份讀者想去拜訪。1982年，剛喪夫的二十三歲女護士林如意看到葉世強樸拙的住處後而心生嚮往，後遇見葉世強而相戀。林如意原本希望葉世強能教育她的一女一男，但因個性等問題而分手。

### 晚年
1989年，葉世強搬到瑞芳鎮水湳洞，1995年又遷至花蓮縣。葉世強住在花蓮縣吉安鄉慶豐村期間，高行健在文建會主委陳郁秀陪同下，曾在2002年10月5日特地去拜訪他。葉世強也教授從高中美術班休學的鄰居郭尹藍，日後郭尹藍成為古琴家。
葉世強對開畫展的態度是「開自開，不開自不開」，說畫展送花籃、剪採的行爲是肉麻、可笑。晚年後，他改變心態認為是一種推廣方式。2005年12月6日到9日，紫藤廬舉行葉世強作品欣賞會，以檔案照片介紹葉世強九十幅作品。
2006年10月21日，在葉世強的學生邱萬興與新竹藝術家李龍泉協助下，葉世強與林如意在新竹南寮海邊防風林舉行露天婚禮。婚後，葉世強住在新店安坑。2012年6月11日凌晨1點許，他在新店家中過世，享壽八十六歲。

## 身後
2015年，藝術家葉偉立從張頌仁策展得知葉世強後，就拜訪葉世強灣潭舊居，並參加與葉世強紀念館的籌畫。

## 畫冊
- 葉世強. . 東門美術館. 2007. ISBN 9789574143375.
- 葉世強、葉偉立. . 行人文化實驗室. 2022. ISBN 9786269518661.